# Schweiz
Schweiz (indtil 2012 på dansk også stavet Svejts, tysk: Die Schweiz, fransk: La Suisse, italiensk: Svizzera, rætoromansk: Svizra, latin: Helvetia) er en indlandsstat i Centraleuropa. Landet grænser mod nord til Tyskland, mod øst til Liechtenstein og Østrig, mod syd til Italien og mod vest til Frankrig. Landets navn er formelt Schweizerische Eidgenossenschaft (fransk Confédération suisse, italiensk Confederazione Svizzera, rætoromansk Confederaziun svizra). For at undgå identificering med et af landets fire sprog bruges desuden også det latinske navn Confoederatio Helvetica. Det samlede areal er 41.285 km2, landarealet 39.997 km². Arealet af vand er 1.288 km².
Schweiz har eksisteret som en løs konføderation siden det 13. århundrede. Ifølge landets nationalmyte grundlagdes staten den 1. august 1291 på en eng i Rütli ved en edsaflæggelse. I sin nuværende form er Schweiz en føderal forbundsstat dannet med forfatningen af 1848. Siden 1979 har den bestået af 26 kantoner. Befolkningstallet i Schweiz er på 8.902.308 (31. december 2023), hvoraf 20 procent er udlændinge. Schweiz er hverken sprogligt eller konfessionelt en enhed: De officielle sprog i landet er tysk, fransk, italiensk og rætoromansk; 41 procent af schweizerne er romerskkatolske, og 40 procent er protestantiske. Schweiz' udenrigspolitiske neutralitet er siden Wienerkongressen i 1815 anerkendt folkeretligt. Landet er i dag medlem af EFTA, Europarådet, Verdenshandelsorganisationen og FN. Schweiz er med en BNI per indbygger på 58.000 schweizerfranc (289.000 kr.) et af de økonomisk stærkeste lande i verden. Tre fjerdedele af de erhvervsaktive er beskæftiget i serviceerhverv.
Mens alperne besætter størstedelen af territoriet, er den schweiziske befolkning på ca. 8,7 millioner koncentreret for det meste på plateauet, hvor de største byer og økonomiske centre ligger, blandt dem Zürich, Genève og Basel. Disse byer er hjemsted for flere kontorer fra internationale organisationer såsom FIFAs hovedkvarter, FNs næststørste kontor og hovedbygningen for Bank for International Settlements.

## Etymologi
Navnet Schweiz kommer fra Schwyz, der var det ene af de tre oprindelige områder i edsforbundet, og er i dag navn på en af kantonerne. I edsforbundenes krige mod Habsburgerne spillede tropperne fra Schwyz en vigtig rolle. Samtidig havde schwyzerne en stor betydning for den europæiske forretning med lejesoldater. Efter slaget ved Sempach i 1386 blev navnet Swiz eller Sweiz legendarisk: tyske og østrigske historikere benyttede nu denne betegnelse for alle i edsforbundet. Det første vidnesbyrd om dette findes i et retsdokument fra Sigismund i 1415, hvori Schweizere omtales.
Medlemmerne af edsforbundet anvendte imidlertid ikke navnet før efter afslutningen af Schwaben-krigen i 1499, hvor de begyndte at anvende navnet i trods mod det, andre brugte som skældsord for edsforbundet. Officielt benyttede man dog fortsat betegnelsen »edsforbund«. Først i det 18. århundrede begyndte historikeren Johannes von Müller at betegne edsforbundets indbyggere som »schweiziske edsforbundsmedlemmer« – Schweizerische Eidgenossen. I 1803 blev begrebet først gang anvendt i forfatningen og dermed officielt anerkendt.
Betydningen af navnet Schwyz er ukendt, og da det ikke er muligt at forklare navnet ud fra alemannisk eller latin, skal oprindelsen til navnet sandsynligvis findes fra tiden, før romerne bosatte sig i området. Historikere fra det 15. og 16. århundrede beretter, at folket fra Schwyz var indvandret fra nord på grund af en stor hungersnød. Sagnet fortæller, at Suit besejrede sin bror Schejo i en tvekamp, og at han derfor måtte lægge navn til det nyerhvervede land. I 972 har man første vidnesbyrd om en by, der kaldes Suittes. Navnet kan muligvis stamme fra gammel højtysk swedan, der betyder ‘at brænde, at svide’ (jf. dansk/svensk svide, islandsk svíða), hvilket kan referere til svedjebruget og skovrydningen for at gøre plads til bebyggelsen.

## Historie

### Før-historie
Efter Romerrigets fald bosatte burgundere og alemannere sig inden for det nuværende Schweiz' område, men blev siden fortrængt af keltere. Indtil 746 underkastede befolkningsgrupperne sig frankerne, og området var en del af Frankerriget. Ved Frankerrigets deling blev det schweiziske område en del af karolingernes østfrankiske rige, som senere blev til det Tysk-romerske rige. Området hørte for størstedelens vedkommende til stammehertugdømmet Schwaben og til Kongeriget Burgund.

### Det gamle edsforbund
De tre urkantoner eller såkaldte Waldstätte Uri, Schwyz og Unterwalden sluttede sig i 1291 sammen i et forbund efter Rudolf 1. af Habsburgs død for at beskytte deres "gamle friheder". Forbundet blev beseglet med det såkaldte Bundesbrief fra begyndelsen af august 1291. Ifølge legenden skete besværgelsen af forbundet på Rütli, der er en bjergeng ved Utlisøens vestbred. Legenden blev for alvor udbredt i schweizernes bevidsthed, da Friedrich Schiller i 1804 trykte teaterstykket "Wilhelm Tell". I det 19. århundrede blev datoen 1. august 1291 anset som grundlæggelsen af det gamle edsforbund og dermed fastlagt som den schweiziske nationaldag.
Det dårlige forhold mellem edsforbundets medlemmer og fyrstehuset Habsburg stammer fra det tyske kongevalg den 25. november 1314, da wittelsbacheren Ludwig af Bayern og habsburgeren Frederik den Smukke samtidig blev valgt til tysk konge. Edsforbundet holdt med Ludwig af Bayern og et overfald på klosteret Einsiedeln i Schwyz blev bevæggrund for, at Leopold 1. af Østrig begyndte et krigstogt mod edsforbundet, der endte med hans nederlag i Morgarten-slaget. For at beskytte deres selvstændighed over for habsburgerne tilsluttede Luzern, Zürich, Glarus, Zug og Bern sig i det 14. århundrede sig det gamle edsforbund.
Det kom til flere sammenstød med habsburgerne: i 1386 ved Sempach og i 1388 ved Näfels lykkedes det for edsforbundet at slå flere habsburgske ridderhære. I 1415 erobrede de sågar det habsburgske stamland Aargau. En strid om toggenburgernes arverettigheder førte til krigen 1436-1450 mellem Zürich og de øvrige forbundsmedlemmer, og Zürich kom som følge heraf i forbund med Habsburg. Da habsburgerne på grund af store tab måtte trække sig tilbage ved et slag ved St. Jakob an der Birs i 1444, var Zürich tvunget til at vende tilbage til edsforbundet. Et slag om Thurgau endte med, at hertug Sigismund af Tyrol den 11. juni 1474 i en fredstraktat måtte anerkende edsforbundet som en selvstændig stat. I 1474 slog edsforbundet Karl 1. af Burgund. Bern og Fribourg ekspanderede i det tidligere savoyisk og burgundisk kontrollerede Vaud, som de erobrede helt i 1536.
Den militære sejr over burgunderne styrkede edsforbundet, der modsatte sig kejser Maximilian I's rigsreform. Maxilians forsøg på at få edsforbundet til at forføje sig i Schwaben-krigen endte i 1499 med Freden i Basel. Flere kantoner trådte ind i edsforbundet, der indtil 1513 blev udvidet til tretten områder.
Ekspansionen af edsforbundet ned mod Øvreitalien skete for at sikre alpepassene. Herved blev edsforbundet involveret i den komplicerede italienske krig mellem Habsburg, Frankrig, Republikken Venedig, paven, Spanien og de forskellige italienske magthavere. Schweizergarden grundlagde Pave Julius 2. i 1506. Indtil 1513 lykkedes det edsforbundet at erobre det nuværende Ticino og Milano. Efter nederlaget mod Frankrig i Slaget ved Marignano i 1515 sluttede den militære dominans i Øvreitalien. Myten om schweizernes uovervindelighed var modbevist, og det førte til indbyrdes uenighed blandt edsforbundets områder. Fra 1515 kunne man således ikke udøve en effektiv udenrigspolitik, og der begyndte en fase af inaktivitet, som senere skulle benævnes "neutralitetspolitik".

### Reformationen
Synoden i Basel fra 1431 og etableringen af byens universitet i 1460 gjorde den til center for filosofi og humanisme. Basel tiltrak intellektuelle berømtheder som Erasmus af Rotterdam, hvilket skulle lægge kimen til den schweiziske reformation. En af Erasmus' elever var Ulrich Zwingli, som efter den katolske kirkes opfattelse var kommet for langt væk fra Bibelens lære.
I 1518 blev Zwingli valgt til præst i Grossmünster i Zürich. I begyndelsen af 1520'erne satte han gang i den schweiziske reformation og fik hurtigt støtte fra indbyggerne og det politiske styre. Det førte til store forandringer i byens styrelse. Reformationen spredte sig til fem andre kantoner, mens de sidste fem kantoner holdt fast i den katolske tro. Dette førte til borgerkrige i 1529 og 1531, hvor Zwingli faldt på slagmarken.
Reformationen førte til store omvæltninger i kirkelivet. Kirkens ejendomme blev beslaglagt til fordel for verdslige myndigheder, samtidig med at Bibelen blev oversat til tysk, og kirkens ritualer blev indskrænket. Samtidig blev lejesoldater forbudt i de reformerte kantoner. Senere udviklede Jean Calvin reformationen videre, og Schweiz blev herefter et fristed for franske Hugenotter og andre protestanter, som flygtede fra undertrykkelse. Dette førte en stor økonomisk og kulturel udvikling med sig.
Under Trediveårskrigen var Schweiz relativt fredeligt og stabilt, særlig på grund af at de europæiske stormagter var afhængige af schweiziske lejesoldater. Graubünden, der endnu ikke var med i konføderationen, deltog imidlertid i krigen fra 1620. Det førte til, at området Valtellina blev tabt i 1623.

### Ancien Régime
Ved den westfalske fred i 1648 anerkendte stormagterne Schweiz' uafhængighed af det Tysk-romerske Rige.
I perioden, der senere er blevet kendt som Ancien Régime, blev magten i højere og højere grad koncentreret omkring nogle få store familier i hver kanton, som satte de valgte byråd ud på sidelinjen. Det autoritære styre førte til flere oprør. "Den schweiziske bondekrig" opstod som følge af en devaluering i Bern i 1653 og spredte sig hurtigt til andre kantoner. Oprøret blev efterfølgende slået ned, men frygten for nye opstande gjorde, at magthaverne satte gang i en række reformer.
I et længere perspektiv førte bondekrigen til, at Schweiz undgik enevældet, som satte igennem med fuld styrke andre steder i Europa. Trods dette var der store forskelle mellem styreformerne i kantonerne på denne tid. I Bern fortsatte det autoritære styre, mens landkantonerne var relativt demokratiske, hvor vigtige sager blev afgjort ved folkemøder, hvor alle voksne mænd havde stemmeret. Andre byer som f.eks. Basel blev styret af de store lav.
1700-tallet var præget af en voksende industrialisering, hvor Schweiz bl.a. blev kendt for sine urmagere og sin metallurgiindustri. Tekstilindustrien voksede også hurtigt, og i slutningen af 1700-tallet var hele 25 procent af arbejdsstyrken beskæftiget i industrivirksomheder.

### Den helvetiske republik
På trods af økonomisk magt var Schweiz dårligt rustet til at stå imod urolighederne i kølvandet på Den Franske Revolution. De schweiziske alpepas og handelsruterne var vigtige for Frankrig, og efter at Napoleon Bonaparte havde erobret Italien, satte han kursen nordover i foråret 1798. Bern faldt i marts måned, hvilket skulle blive slutningen på den schweiziske føderation.
Under fransk beskyttelse blev "Den Helvetiske Republik" etableret, og selv om denne kun skulle eksistere i fem år, introducerede den radikale reformer. Den nye grundlov gav indbyggerne mange nye rettigheder og var baseret på den radikale franske grundlov. Schweiz fik ny en centraliseret styreform, hvilket mødte protester fra mange kantoner, som var vant til en stor autonomi. Dette førte til borgerkrig, hvilket fik Napoleon til at intervenere og genoprette det lokale selvstyre. Kantonerne blev samtidig tvunget i en alliance med Frankrig, og tusindvis af schweizere kom i Napoleons armé.
Efter Napoleons fald blev der foretaget nogle grænsejusteringer på Wienerkongressen, men Schweiz kom relativt godt ud af forhandlingerne. Selv om enkelte områder måtte afstås til Østrig, blev det kompenseret ved at Wallis, Neuchâtel og Genève kom med i føderationen. Samtidig garanterede de europæiske stormagter for Schweiz' neutralitet.

### Det moderne Schweiz opstår
Efter afslutningen af Napoleonskrigene kom Schweiz ind i en periode præget af stor økonomisk vækst. Nye metoder i landbruget øgede madvareproduktionen drastisk, samtidig med at tekstilindustrien blev mekaniseret. I denne periode begyndte også de første turister at besøge Schweiz, særligt fra England.
1830-revolutionen i Frankrig inspirerede til krav om en ny og liberal konstitution. I flere kantoner måtte de styrende klasser give efter, selv om de konservative holdt stand flere steder. En ny grundlov blev udformet, men en øget polarisering mellem kantonerne gjorde, at den aldrig blev vedtaget. Urolighederne blussede op igen i 1840'erne, og i 1847 endte stridighederne i en egentlig borgerkrig. Borgerkrigen varede imidlertid kun 25 dage, og de katolske konservative kantoner tabte klart. I 1848 blev der derfor vedtaget en ny grundlov, der i hovedtræk fortsat er gældende. Kantonerne fik igen et omfattende selvstyre, og et nyt føderalt parlament blev oprettet efter forbillede fra den amerikanske kongres. Bern blev valgt til ny hovedstad, og kantonerne koordinerede vigtige områder som postvæsen, toldsatser og udenrigspolitik.
I 1847 åbnede landets første jernbanelinje mellem Zürich og Baden ved Zürich. Al jernbaneudbygning skete i privat regi, hvilket førte til at Schweiz allerede i 1876 havde et stort, men meget lidt samordnet jernbanenet på hele 2.000 kilometer. I 1898 blev det ved en folkeafstemning vedtaget at nationalisere jernbanerne, og i 1902 blev Schweizerische Bundesbahnen dannet. Vigtige tunneler stammer også fra denne tid, blandt andet Gotthardtunnelen, som gjorde det gamle Skt. Gotthard-pas overflødigt.

### Verdenskrigene
Det lykkedes Schweiz at holde sig neutral inden 1. verdenskrig, men krigen førte til gnidninger mellem de tysktalende og fransktalende dele af landet. Samtidig blev arbejderklassen mobiliseret til neutralitetsvagt, men uden økonomisk kompensation. For erhvervslivet gik krigen imidlertid bedre, da øgede priser på verdensmarkedet og store eksportmuligheder til Tyskland og Frankrig gjorde, at handelsbalancen hurtigt ændrede sig i schweizernes favør.
I november 1918 førte situationen til arbejderopstande flere steder i landet. Regeringen, der var bekymret for en revolution som i Rusland, indsatte loyale tropper fra bondestanden. Oprøret blev slået ned, men førte til dyb mistillid mellem bønder og arbejdere i generationer fremover. Nogle af arbejdernes krav blev imidlertid taget til følge, og der blev indført 48-timers arbejdsuge og et proportionalt valgsystem.
Depressionen skabte store problemer i Schweiz, da industrieksporten blev lammet. Samtidig spredte bankkrisen sig til landet, og arbejdsløsheden nåede nye højder. I modsætning til nabolandene førte krisen imidlertid ikke til større tilslutning til ekstremistiske partier, blandt andet fordi arbejdsgivere og fagforeninger gik sammen for at løse krisen. Dette førte til en social stabilitet, som ikke gav kommunister og fascister de samme muligheder som i blandt andet Tyskland.
Efterhånden som de totalitære nabolande begyndte at føre en aggressiv udenrigspolitik, uden at vestmagterne så ud til at reagere, begyndte schweizerne at skabe et godt forhold til Hitler og Mussolini. Schweiz var det første land, der anerkendte Italiens anneksion af Etiopien og Francos regering i Spanien. Den tyske Anschluss af Østrig fik imidlertid Schweiz til at gå tilbage til neutralitetslinjen. Samtidig begyndte Schweiz at opruste af frygt for at Schweiz ville blive invaderet.
Efter Frankrigs fald i 1940 var Schweiz fuldstændigt omgivet af Tyskland og tyskallierede. Stærke kræfter i schweizisk politik var parat til at "indse realiteterne" og samarbejde med de da tilsyneladende uovervindelige tyskere. Men militæret under ledelse af Henri Guisan ville det anderledes. På kort tid fik Schweiz bygget et netværk af bjergfæstninger, og store mængder ammunition og våben blev deponeret i Alperne. Ideen var at afskrække Tyskland fra invasion, hvilket lykkedes. Samtidig tjente både Tyskland og Schweiz på handel under krigen, hvilket også gjorde, at Hitler ikke havde grund til at invadere Schweiz. I eftertiden har Schweiz fået meget kritik for sin handel med Nazi-Tyskland, da betalingen ofte skete med guld røvet fra okkuperede centralbanker og til en vis grad fra koncentrationslejrfanger.

### Efterkrigstiden
Efter krigen var flere allierede lande skeptiske overfor Schweiz på grund af handelen med Tyskland. I 1946 blev Schweiz af de vestallierede, og særligt USA, tvunget til at tilbagebetale 250 mio. francs til de okkuperede centralbanker. Schweiz valgte at stå uden for FN indtil 2002 hvor landet blev medlem, dog holder Schweiz stadig linjen med streng neutralitet.
I 1959 indførte man den såkaldte trylleformel (Zauberformel) (se politik-afsnittet), som gav regeringen en unik arbejdsro til at gennemføre en langsigtet politik, som har medført en lav arbejdsløshed og en jævn økonomisk vækst gennem det meste af efterkrigstiden.
I 1970'erne blev det schweiziske samfund mere liberalt og moderne. I 1971 fik kvinder stemmeret til føderalvalg (men i Appenzell Innerrhoden fik kvinder først stemmeret i 1990). Samtidig blev den stive ægteskabslovgivning blødt op, og fra 1981 garanterede et grundlovstillæg lige rettigheder for mænd og kvinder.
Den stærke schweiziske økonomi tiltrak mange immigranter i 1980'erne, blandt andet fra Jugoslavien og Tyrkiet, hvilket har givet en vis modstand mod indvandring i den schweiziske befolkning, og Schweizerische Volkspartei har opnået stor tilslutning bl.a. på grund af dette.

## Geografi
Schweiz grænser mod nord til Tyskland (345,7 km grænse), mod øst til Liechtenstein (41,1 km) og Østrig (165,1 km), mod syd til Italien (734,2 km) og mod vest til Frankrig (571,8 km). Mod nordøst udgør Bodensøen en del af grænsen og mod sydvest ligger Genevesøen som grænse. Schweiz har en samlet grænselængde på 1.857,9 km. Rhinen danner østgrænse mod Liechtenstein og Østrig, og Jurabjergene ligger på grænsen til Frankrig.
Schweiz kan opdeles i fem geografiske områder, som har store klimatiske forskelle: det rå landskab i Jurabjergene, det lave dels bakkede landskab Mittelland, foralperne som udgør overgangen mellem Mittelland og Alperne, Alperne samt Sydalperne, hvor vejret ofte adskiller sig fra vejret på alpernes nordside.
38 % (14.813 km²) af arealet i Schweiz udnyttes til landbrug, 30,4 % (12.522 km²) består af skov. 5,8 % (2.418 km²) af landets areal er bebygget, mens 25,5 % (10.531²) – fortrinsvis i bjergene – er uproduktivt naturområde.
Den maksimale længde nord-syd er 220 km, og den maksimale længde vest-øst er 348 km.

### Geologi
Den geologiske struktur i Schweiz er i hovedtræk opstået gennem den fra Afrika løsrevne adriatiske mikroplades kollision med Europa. Geologisk opdeles Schweiz i fem hovedregioner: Alperne består i sin kerne af granit, Jurabjergene der er yngre foldebjerge af kalksten. Mellem Jura og Alperne ligger det dels flade dels bakkede Mittelland. Hertil kommer Posletten og Oberrhein-dalen omkring Basel.

### Bjerge
I Schweiz findes mere end 74 bjerge, der er over 4.000 m høje. Heraf befinder 55 sig helt i Schweiz og 19 ligger langs grænsen til Italien. De tolv højeste bjerge i Schweiz befinder sig i Wallis-Alperne. Det højeste bjerg her er Dufourspitze i Monte Rosa-massivet med 4.634 m.o.h. Dafourspitze er samtidig det højeste punkt i Schweiz, selvom det delvis befinder sig på italiensk territorium. Det højeste bjerg, der helt ligger på schweizisk territorium, er bjerget Dom i Wallis-Alperne med en højde på 4.545 m.o.h. Schweiz' kendteste bjerg i udlandet er Matterhorn (4.478 m.o.h.), der ligeledes ligger i Wallis-Alperne.
De mest markante punkter i østalperne er Piz Bernina (4.049 m.o.h.), der er det østligste bjerg over 4.000 m i Alperne, og Piz Palü (3.901 m.o.h.).
I foralperne er bjergene mindre. Kendte punkter er her bjerget Pilatus ved Luzern (2.132 m.o.h.), Mythen (1.898 m.o.h.), Rigi (1.797 m.o.h.) samt Säntis (2.502 m.o.h.).
De største bjerge i Jurabjergene ligger i Frankrig. Det højeste jurabjerg i Schweiz er Mont Tendre med 1.679 m.o.h.

### Søer og floder
Schweiz har på grund af sin topografiske struktur og et landskab skabt af istidens mange gletsjere omkring 1.500 søer, hvoraf hovedparten er små bjergsøer. Den største sø i Schweiz er Genevesøen med 580 km² på grænsen til Frankrig. 60 % af søen ligger i schweizisk territorium. Bodensøen på grænsen til Tyskland og Østrig er med sine 536 km² lidt mindre. Grænserne i Bodensøerne er ikke fastlagt, men 24 % af søens bred er beliggende i Schweiz. Lago Maggiore på grænsen til Italien, hvoraf 19 % ligger indenfor schweizisk territorium, er med sine 193 m.o.h. det laveste punkt i Schweiz. De største søer, der udelukkende ligger på schweizisk territorium, er Neunburgersee (215 km²), Vierwaldstättersee (114 km²) og Zürichsee (88 km²).
To af Europas store floder, Rhinen og Rhône, har deres udspring i Schweiz. De udspringer begge fra Gotthardmassivet. Flere af Europas vandskel går gennem Schweiz og deler løbene mod Nordsøen, Middelhavet og Sortehavet.
Rhinen dannes ved de to vandløb Vorderrhein og Hinterrhein, der løber sammen ved Reichenau i kantonen Graubünden. Vorderrhein udspringer i det østlige Gotthardmassiv, mens Hinterrhein udspringer i den sydligere beliggende Rheinwald i nærheden af San Bernadino passet. Rhinen flyder fra Reichenau i nordlig retning gennem Rhindalen og danner grænse til Liechtenstein og det østrigske forbundsland Vorarlberg for derefter at løbe ud i Bodensøen.
Ved Konstanz løber Rhinen videre i vestlig retning og danner for en stor del grænse til Tyskland. Ved Schaffhausen danner floden Centraleuropas største vandfald, Rheinfall. Videre løber Rhinen gennem Basel og forlader derefter Schweiz i nordlig retning og udmunder i Nordsøen.
Rhône udspringer i den vestlige side af Gotthardmassivet og løber gennem kantonen Wallis til Genevesøen. Fra søens vestlige side flyder floden videre gennem byen Geneve og forlader derefter schweizisk territorium og flyder videre mod udløbet i Middelhavet.
Med undtagelse af søerne i Engadin og Ticino udmunder alle søer og vandløb i Schweiz i Rhinen eller i Rhône. Inn udspringer syd for Sankt Moritz i Engadin. Den flyder gennem Silsersee og Silvaplanersee i østlig retning og forlader Schweiz ved Vinadi. Derefter flyder den bl.a. gennem de østrigske byer Landeck og Innsbruck og munder ud i Donau i Passau i Bayern. Donau udmunder i Sortehavet. Floden Ticono, der har lagt navn til kantonen af samme navn, udspringer i det sydlige Gotthardmassiv og flyder mod syd til Lago Maggiore, hvor den forlader Schweiz for at udmunde i Po, der udmunder i Adriaterhavet.
Indenfor Schweiz er Rhinen med 375 km den længste flod, efterfulgt af Aare med 195 km. Rhône har en samlet længde på 264 km i Schweiz.

### Klima
Nord for Alperne hersker et tempereret mellemeuropæisk klima, syd for alperne er klimaet med mediterrant. Regionalt er klimaet imidlertid meget forskelligt. Dette er betinget af højderne og geografisk placering.
Grundlæggende hersker der fra Jurabjergene over Mittelland og foralperne/Alperne et nogenlunde ensartet vejr, mens der i Sydschweiz kan herske et fuldkommen andet vejr.
Mens regnmængderne i det indre Schweiz, i Alperne og i Ticino ligger gennemsnitligt omkring 2.000 mm om året, er regnmængden i Wallis kun 550 mm årligt. Det tørreste sted i Schweiz er Ackersand med 521 mm om året i gennemsnit. I Mittelland er regnmængden omkring 1.000–1.500 mm. Med undtagelse af Rhônedalen er nedbørsmængderne om sommeren omkring dobbelt så store som om vinteren. Således er månedsmiddelregnen i Zürich i januar 73 mm og i juni 131 mm. Månedsmiddelnedbøren i Sion i Rhônedalen er derimod 40 mm i juli og 61 mm i januar. Afhængig af højderne falder meget nedbør som sne. Først og fremmest i Alperne og foralperne, hvor der i månedsvis kan ligge et tæt snelag. Til sammenligning sner det sjældent i regionerne omkring Genf og Basel samt i Sydticino, hvor der også kan være vintre uden snedække.
Temperaturerne i Schweiz er ligeledes afhængig af højderne. Tendensen viser, at temperaturerne er lidt højere i vest end i øst (omkring 1 °C). Generelt ligger temperaturen i de koldeste måneder mellem –1 til +1 °C. I juli, som er den varmeste måned, ligger temperaturen omkring 16 til 19 °C. Den gennemsnitligt varmeste by er Locarno-Monti med et årsgennemsnit på 11,5 °C; det koldeste sted er Jungfraujoch med –7,5 °C. Varmerekoden er sat i Grono med 41,5 °C den 11. august 2003, mens kulderekorden med –41,8 °C er sat i La Brévine den 12. januar 1987.
Mens hagl er sjældent i Alperne, i Romandie og i Ticino, var intensiteten i perioden 1999–2002 på sit højeste i Emmental, Laufental og i Toggenburg. Her haglede det i årsgennemsnit indtil 60 minutter. I andre regioner hagler det mindre end 30 minutter om året.
Tåge er udbredt i hele Mittelland. Den er særlig hyppig langs Aare, den nordlige del af Reuss og i Thurgau, hvor den først og fremmest optræder om efteråret, men også om vinteren og det tidlige forår, ofte i flere uger.
Fønvind forekommer hyppigt i Schweiz (dog sjældent i jurabjergene) ligesom den kolde Bise-vind (som regel ikke i Sydschweiz). Den højest målte vindhastighed er 285 km/t (Jungfraujoch, 27. februar 1990).
Kendte former for naturkatastrofer i Schweiz er laviner og oversvømmelser.

### Flora og fauna
30 procent af Schweiz' landområde er dækket af skov. I Alperne dominerer nåleskov (ædelgran, rødgran, lærk, Cembra-Fyr). Skovene i Alperne har en vigtig funktion som værn mod laviner og mod højvande (idet skoven opfanger regnmængderne og afgiver dem langsomt igen). I Mittelland, Jura og på alpesysiden under 1.000 m vokser løvskov. I Ticino findes som en regional særhed udbredte kastanjeskove.
I Schweiz findes anslået omkring 40.000 dyrearter, hvoraf ca. 30.000 er insekter. Kun omkring 9.500 af disse 40.000 arter er beskrevet.
Der findes kun 83 pattedyrarter, hvoraf den største del er flagermus og andre små pattedyr. Alle store rovdyr er forsvundet i Schweiz indenfor de seneste hundreder år. I dag har man erkendt vigtigheden af rovdyrene i et sundt økosystem og har stillet los, ulve og bjørne under naturbeskyttelse. Lossen er genindført i Schweiz og strejfer nu omkring i Jurabjergene og i Alperne. Ulven er indvandret fra Italien og Frankrig. I den sydøstlige del af Graubünden har man siden 2005 kunnet møde brune bjørne på schweizisk territorium, dog uden at de tilsyneladende har villet opbygge en population. Det hyppigste rovdyr er rød ræv, som også trives i byerne. Ræve var ofte bærere af rabies, men takket være en stor indsats har der ikke været tilfælde af rabies i Schweiz i mange år. Grævling bor ofte sammen med ræve i de samme huler, hvorfor de led stærkt under forfølgelsen af ræve. Ved siden af lossen findes der også populationer af vildkatte i Jura. Odder (dyr) er forsvundet fra Schweiz siden 1990, hvor hovedgrunden antages at være vandets tilstand med formindskelse af fiskebestanden. Husmår findes ofte i beboede områder, mens skovmåren er mere sjælden og er sky overfor mennesker.
For hovdyrenes vedkommende er mange arter også forsvundet fra Schweiz, f.eks. europæisk bison og Elg. Alpestenbuk er genindført i Schweiz, og den lever nu i Alpernes højområder. I den sydvestlige del af Wallis (Unterwallis) findes to kolonier af europæisk mufflon, der er indvandret fra Frankrig. Gemse er almindelig i højtliggende regioner af Alperne og Jura. Største hjorteart er Kronhjort, mens den mindste hjort er dådyr. Dådyret er samtidig den hyppigst forekommende hjorteart og lever i Mittelland og Jura. I det zürcherisch-schaffhausische grænseområde ved Rafzerfeld findes der sikahjort. Under 2. verdenskrig slap en flok ud af en afspærring i Sydtyskland, og denne har nu bredt sig til Schweiz. I nogle regioner er vildsvin også hyppigt forekommende. Blandt gnavere er Bæver blevet genindført til Schweiz.
De mange schweiziske søer og floder er vigtige leve- og overvintringsområder for landets mange fuglearter. Her overvintrer årligt tusinder af troldænder, taffelænder og rødhovedede ænder samt blishøns, laksænder og toppede lappedykkere. Indenfor Falke-ordenen er frem for alt Tårnfalk og Musvåge almindelig, men også rød- og sort glente forekommer regelmæssigt. Også bestanden af duehøg og spurvehøg er genskabt og nu stabil. Den udryddede lammegrib er udsat i den Schweiziske nationalpark og i 2007 rugede tre par for første gang i Schweiz.
Af fasanfugle lever hjerpe, fjeldrype, urfugl og tjur i Alperne og i Jura. Bestanden af tjur er imidlertid truet af såvel alpeturisme som af skovdrift, og fuglen er forsvundet fra mange områder af Foralperne og Jura. Agerhøne, Engsnarre og storspove er andre fugle, der er truet i Schweiz.
I Schweiz lever mange ugler såsom natugle, skovhornugle, stor hornugle, spurveugle samt perleugle og slørugle. I de gamle bjergskove lever mange spætter. Spurvefugle er rigt repræsenteret.
Blandt krybdyr er der mange slanger, der holder af at være i de solrige sydlige alpedale, f.eks. den giftige aspishugorm. I højområderne i Alperne og Jura lever endvidere den giftige hugorm. Mere almindelig og udbredt er dog de ugiftige slanger såsom snog og rudesnog. I visse lave søer forekommer også europæisk sumpskildpadde.
Padder er meget udbredt, og butsnudet frø, skrubtudse og bjergsalamander er alle hyppigt forekommende.

## Demografi
| Gennemsnitligt befolkningstal if. Statistik Schweiz | Gennemsnitligt befolkningstal if. Statistik Schweiz |
| År                                                  | Indbyggere                                          |
| --------------------------------------------------- | --------------------------------------------------- |
| 1861                                                | 2.533.077                                           |
| 1870                                                | 2.673.468                                           |
| 1880                                                | 2.840.501                                           |
| 1890                                                | 2.972.024                                           |
| 1900                                                | 3.318.985                                           |
| 1910                                                | 3.756.842                                           |
| 1920                                                | 3.883.360                                           |
| 1930                                                | 4.070.042                                           |
| 1940                                                | 4.268.964                                           |
| 1950                                                | 4.717.200                                           |
| 1960                                                | 5.360.153                                           |
| 1970                                                | 6.193.064                                           |
| 1980                                                | 6.335.243                                           |
| 1990                                                | 6.750.693                                           |
| 2000                                                | 7.204.055                                           |
| 2007                                                | 7.591.400                                           |

Det samlede befolkningstal for Schweiz var pr. 31. december 2007 7,6 mio., hvilket var en stigning på 1,1 % i forhold til året før. Siden begyndelsen af det 20. århundrede er indbyggertallet i Schweiz mere end fordoblet, fra 3,3 i 1900 til de nuværende 7,6 mio. Befolkningsvæksten nåede sit højdepunkt i perioden mellem 1950 og 1970.
Antallet af udlændinge bosat i Schweiz var i 2007 1,6 mio. svarende til 21,1 %. Schweiz har siden 1981 oplevet en langsommere vækst af egne statsborgere og øget vækst blandt udlændinge. I hele 10-årsperioden fra 1997 har væksten blandt de schweiziske statsborgere været 4,7 %, mens væksten i udenlandske statsborgere udgjorde 16,5 %.
Øvrige demografiske indikatorer
- Fødselsrate (2007): 0,98 %
- Dødsrate (2007): 0,79 %[11]
- Børnedødelighed (2006): 4,4[12]
- Levetid, mænd (2006): 79,1
- Levetid, kvinder (2006): 84,0[13]

Den demografiske fremskrivning viser, at befolkningen i 2036 stiger til 8,2 mio. samt at den i 2050 vil være 8,1 mio. Andelen af indbyggere på 65 år og derover vil stige fra de nuværende 16 % til 28 % i 2050. Det betyder, at der vil være 51 indbyggere i pensionsalderen, for hver gang der er 100 i den erhvervsaktive alder mod de nuværende 26.

### Sprog
Artikel 4 i den schweiziske forfatning slår fast, at tysk, fransk, italiensk og rætoromansk er officielle sprog i landet. I artikel 70 hedder det endvidere, at tysk, fransk og italiensk er officielle sprog i statsforvaltningen, samt at der i kontakten med rætoromansk borgere skal anvendes rætoromansk.
Forfatningen fastlægger ikke landets sprogområder. Artikel 70 giver kantonerne kompetence til at fastlægge, hvilke sprog de offentlige myndigheder skal anvende. De skal dog tage hensyn til sproglige mindretal og den almindelige sproglige sammensætning i kantonen. Personer der flytter fra et andet sprogområde, har ikke ret til at anvende deres modersmål overfor den nye myndighed. Blandt de flersprogede kantoner har kun Bern og Wallis fastlagt grænserne for sprogområderne inden for kantonen. Kantonerne Ticino og Jura definerer sig sågar som rent italiensk hhv. fransk sprogområde.
De øvrige flersprogede kantoner Fribourg og Graubünden har overladt den sproglige regulering til de enkelte kommuner. Kommunerne Biel/Bienne, Freiburg/Fribourg og Murten/Morat definerer sig som tosprogede. I Graubünden er flere kommunerne defineret som rætoromansk-sprogede.
De talte sprog fordeler sig således i forhold til befolkningen:
- Tysk: 63,7 %
- Fransk: 20,4 %
- Italiensk: 6,5 %
- Rætoromansk: 0,5 %

Rætoromansk bliver i højere grad fortrængt af tysk, og siden 1860 har 51 kommuner i Graubünden skiftet fra rætoromansk til tysk sprogområde.
Tysk tales fortrinsvis i den alemanniske dialekt Schweizertysk.
Antallet af oprindelige nomadefolk indgår ikke i de officielle folketællinger, men man antager at de ligger omkring 35.000, hvoraf 3-5.000 fortsat er farende folk. Det er særligt Jenischefolket, der er udbredt i Schweiz. Det svarer således til knap 0,5 procent af befolkningen, som lever spredt i landet. Ved siden af deres egne sprog taler de fleste et af de officielle schweiziske sprog.
Gennem indvandring tales andre sprog i dag af et større antal indbyggere, og 9 % af befolkningen i Schweiz taler således et andet sprog end de officielle nationalsprog. Det mest udbredte sprog er serbokroatisk, der tales af 1,5 % af befolkningen.
De fleste schweizere behersker mindst to af nationalsprogene, ligesom brugen af engelsk som fremmedsprog er udbredt.

### Religion
I følge den seneste folketælling i 2021 fordeler det religiøse tilhørsforhold sig således:
| Religion        | 2021   |
| --------------- | ------ |
| Romersk-katolsk | 32,9 % |
| Protestantisk   | 21,1 % |
| Andre kristne   | 5,6 %  |
| Islam           | 5,7 %  |
| Jødisk          | 0,2 %  |
| Andre           | 1,3 %  |
| Uden bekendelse | 32,3 % |

Religionsfrihed er forankret som en forfatningsmæssig ret. Det er overladt til kantonerne at tage stilling til, om man vil lade udvalgte religionsfællesskaber opnå status som folkekirker, dvs. økonomisk understøttet af samfundet. I de fleste kantoner har den romersk-katolske kirke og den protestantiske kirke opnået denne ret, og i enkelte kantoner har ydermere den kristkatolske kirke opnået denne status. I nogle af de vestschweiziske kantoner findes ingen af sådanne folkekirker, fordi forholdet mellem kirke og stat her er fuldstændig adskilt.
Den kristkatolske kirke har kun betydende udbredelse i dele af Nordvestschweiz. Med 0,33 % er buddhisme stærkere repræsenteret end i andre europæiske lande. Der findes synagoger, moskeer og buddhistiske templer i flere større byer i Schweiz.

### Byer
Den største by i Schweiz er Zürich med omkring 367.000 indbyggere. Byregionen omfatter 1.080.000 indbyggere. Andre storbyer er Genève med 185.000 indbyggere, Basel med 177.000 indbyggere, hovedstaden Bern med 127.000 indbyggere og Lausanne med 117.000 indbyggere.
De største byer med færre end 100.000 indbyggere er Winterthur (99.400), St. Gallen (70.000) og Luzern (57.500). Befolkningstætheden er størst i Mittelland og mindst i alpeområdet og Jura.

## Politik
Schweiz er på mange måder en særlig stat. Landets nationale identitet baserer sig ikke på et fælles sprog eller en fælles kultur men i højere grad på en fælles historie, fælles myter og på en fælles tradition for frihed, direkte demokrati og føderalisme. Hertil kommer også den fælles følelse af at være et "særligt" tilfælde i Europa, hvor neutralitet og flere ligestillede sprog er en del af nationens værdier.
Disse forudsætninger har skabt et enestående politisk system, hvor føderalisme, elementer af direkte demokrati, udenrigspolitisk neutralitet og indenrigspolitisk konsensus står i forgrunden.

### Politisk system
Schweiz er en forfatningsbestemt føderal republik. Den adskiller sig blandt andet fra andre republikker ved:
- Elementer af direkte demokrati. Folket har direkte indflydelse på gennemførelsen af love. I to kantoner (Appenzell Innerrhoden og Glarus) har man endnu en oprindelig form af det schweiziske basisdemokrati i form af Landsgemeinde. Det er en form for demokrati, hvor de stemmeberettigede borgere samles under åben himmel for at stemme om love og budget. Alle kan komme til orde, og afstemning sker ved håndsoprækning.
- En udpræget form for føderalisme. Kantonerne er sammen med folket forbundsstatens forfatningsorgan, og løser alle opgaver, som ikke eksplicit i statsforfatningen er tildelt forbundsstaten.
- Konkordansdemokrati, som betyder at man inddrager flere aktører i beslutningsprocessen for dermed at skabe konsensus. Dette er ikke forfatningsbestemt, men en vigtig del af schweizernes forståelse af demokrati. Siden 1959 har man sammensat regeringen med 7 medlemmer efter en fast fordelingsnøgle, uanset valgresultat – den såkaldte trylleformel (Zauberformel). Her sammensættes regeringen (Forbundsrådet) af to medlemmer fra FDP, SVP og SPS og ét medlem fra CVP. Parlamentets valg til Nationalrådet er således kun et spørgsmål om, hvilke personer der skal sidde i regeringen, og ikke hvilke partier. Efter pres fra SVP i 2003 (på grund af et godt valgresultat), blev formlen dog ændret, så SVP fik den ene af CVP's nationalrådspladser.[17]
- En selverklæret neutralitet, modsat f.eks. Østrig, hvor neutraliteten er forfatningsbestemt og kommet til verden som en betingelse fra sejrsmagterne efter 2. verdenskrig som betingelse for Østrigs suverænitet.

Den moderne schweiziske stat er baseret på grundloven af 1848. Seneste mindre grundlovsændring er sket i 1999.
På føderalt niveau følges principperne om magtens deling, hvilket betyder, at den føderale myndighed er delt i tre:
- Det schweiziske parlament har to kamre (lovgivende magt): Overhuset kaldes Ständerat (fr. Conseil des États) og har 46 repræsentanter, én eller to fra hver kanton. Repræsentanterne vælges for fire år, og det er op til kantonerne selv at bestemme, hvordan de udpeges.[18] Underhuset kaldes Nationalrådet og har 200 delegerede, hvor hver kantons repræsentation bestemmes af folket. Antallet af delegerede varierer fra 34 for Zürich til én for de mindste kantoner. I Nationalrådet vælges repræsentanterne også for fire år.
- Regeringen kaldes i Schweiz Forbundsrådet (udøvende magt). Forbundsrådet har syv medlemmer og vælges af Nationalrådet for en periode på fire år. Alle større partier deltager i regeringen (jf. ovenfor om trylleformlen). Præsidenten og vicepræsidenten for Forbundsrådet vælges hvert år af Nationalrådet. Det er fast praksis at disse hverv går på skift, således at alle Forbundsrådets medlemmer får et af hvervene i løbet af en periode. Før 2000 havde en man en kantonsklausul, der foreskrev, at medlemmerne skulle komme fra forskellige kantoner, men denne er nu ophævet.[19] Præsidenten er landets højeste embedsperson, men har ikke status som statsoverhoved, da alle medlemmer af Forbundsrådet er ligeværdige. Præsidenten fungerer som en slags Primus inter pares (førstemand blandt ligemænd), og tager sig af repræsentationsopgaver i udlandet. I 2008 varetages præsidenthvervet af Pascal Couchepin. Hans-Rudolf Merz er vicepræsident i 2008.
- Højesteret (dømmende magt) (Bundesgericht) (fr.Tribunal Fédéral) holder til i Lausanne og er øverste domstolsmyndighed. Højesteret tager sig af tvister mellem kantonerne, men tager sig ikke af andre føderale love (kantonerne har deres egne domstole).

Alle schweiziske statsborgere (også bosat i udlandet) har med det fyldte 18. år stemmeret i Schweiz.

### Politiske partier
Fire politiske partier præger det politiske landskab i Schweiz. Partierne er i store træk enige om politikken, og landet har tradition for stabile regeringer, som har kunnet føre en langsigtet politik. Følgende fire partier har i mange år delt pladserne i Forbundsrådet:
- Schweizerische Volkspartei (SVP; Stemmeandel 2007: 29,0 %). Partiet var traditionelt et centrumbaseret bondeparti, men er i de senere år gået mere i retning af et højreradikalt og populistisk[20] parti med fokus på lov og orden samt en restriktiv linje i indvandringspolitikken.
- Sozialdemokratische Partei der Schweiz (SPS; Stemmeandel 2007: 19,5 %) er landets næststørste parti og er et klassisk socialdemokratisk parti.
- Freisinnig-Demokratische Partei (FDP; Stemmeandel 2007: 15,6 %) er et liberalt parti
- Christlichdemokratische Volkspartei (CVP; Stemmeandel 2007: 14,6 %) er et kristeligt katolsk centrumparti

Af de øvrige partier i Schweiz har Grüne Partei der Schweiz (GPS) den største stemmeandel (2007: 9.6 %), og er således landets femtestørste parti.
Mandatfordelingen i Nationalrådet er således:
- SVP: 62 mandater
- SPS: 43 mandater
- FDP: 31 mandater
- CVP: 31 mandater
- GPS: 20 mandater
- LPS: 4 mandater (Liberale Partei der Schweiz)
- GLP: 3 mandater (Grünliberale Partei)
- EVP: 2 mandater (Evangelische Volspartei)
- PdA: 1 mandat (Partei der Arbeit der Scweiz)
- Andre: 3 mandater

### Direkte demokrati
Schweiz er kendt for sit direkte demokrati, som er unikt (der findes dog et tilsvarende system i Liechtenstein). Alle vigtige love siden 1848 er besluttet gennem folkeafstemninger.
Enhver schweizisk statsborger kan forsøge at omstøde en lov vedtaget af parlamentet. Hvis personen kan samle 50.000 underskrifter mod loven i løbet af de første et hundrede dage efter, at den er vedtaget, vil der blive holdt en folkeafstemning, hvor loven enten vedtages eller forkastes. Folkeafstemningen afgøres ved simpelt flertal.
Enhver borger kan foreslå grundlovsændringer. Her kræves 100.000 underskrifter samlet i løbet af 18 måneder. I folkeafstemninger om grundlovsændringer kan Forbundsrådet komme med modforslag, som bliver sat op imod det oprindelige forslag på stemmesedlen. For at få vedtaget en grundlovsændring skal der både være et flertal blandt vælgerne samlet og et flertal af kantoner.

### Administrativ inddeling
Schweiz består af 26 kantoner (delstater) med hver sit våben, se heraldisk galleri. Disse har en meget høj grad af selvstyre med egne forfatninger. Hver kanton har sin egen lovgivende forsamling, regering og dømmende magt. Direkte demokrati er en vigtig del af beslutningsprocessen i kantonerne. Lovgivningsmyndigheden lægges i de fleste kantoner i folkevalgte regionsforsamlinger, selvom enkelte kantoner lader lovgivningen ske i folkeforsamlinger, hvor vælgerne stemmer om lovene under forsamlingen. Kantonregeringerne vælges direkte af vælgerne.
Kantonbegrebet stammer tilbage til de oprindelige tre kantoner Unterwalden, Schwyz og Uri, der dannede det oprindelige edsforbund i 1291.
Kantonerne er meget forskellige i størrelse. Befolkningstallet varierer mellem 15.000 (Appenzell Innerrhoden) og 1,3 mio. (Zürich) og den fysiske størrelse varierer mellem 37 km² (Basel-Stadt) og 7.105 km² (Graubünden).
Kantonerne var inddelt i 2.148 kommuner per 1. januar 2022. I 1848 var der 3.203 kommuner.
| - Aargau - Appenzell Ausserrhoden - Appenzell Innerrhoden - Basel-Landschaft - Basel-Stadt - Bern - Fribourg - Genève - Glarus - Graubünden | - Jura - Luzern - Neuchâtel - Nidwalden - Obwalden - Schaffhausen - Schwyz - Solothurn - St. Gallen - Thurgau | - Ticino - Uri - Wallis - Vaud - Zug - Zürich |

### Udenrigspolitik
Schweiz definerer sig som udenrigspolitisk neutral, hvilket blev anerkendt ved Wienerkongressen i 1815. Schweiz' evige neutralitet er stadig internationalt anerkendt.
Schweiz er medlem er flere internationale organisationer. Som et af de sidste lande indtrådte Schweiz i FN i 2002, men var det første land i verden, hvor befolkningen tog stilling til medlemskabet ved en folkeafstemning. Schweiz er også medlem af OSCE, Europarådet og EFTA. Landet deltager endvidere i NATOs Partnerskab for fred og har ratificeret Kyoto-aftalen. Schweiz er medlem af FN's menneskerettighedsråd.
Schweiz er hverken medlem af EU eller EØS, men der er indgået bilaterale aftaler om bl.a. personers fri bevægelighed, luft- og landtrafik, landbrug, tekniske handelshindringer og forskning. Landet har efter en folkeafstemning i 2005 desuden underskrevet Schengen-aftalen, og fra den 12. december 2008 trådte aftalen i kraft, hvorved personkontrollen ved Schweiz' grænser ophørte. Dog blev personkontrollen i lufthavnene først fjernet den 29. marts 2009. Varekontrollen opretholdes, da Schweiz ikke har indgået en toldaftale med EU.

### Forsvar
Schweizer Armee er Schweiz' væbnede styrker, der består af hær og luftvåben. Da Schweiz er en indlandsstat har man ingen marine. På de grænseoverskridende søer benyttes militære motorbåde (motorbådskompagniet). Forsvarets samlede budget er omkring 4,6 mia. CHF.
Det særlige ved forsvaret i Schweiz er dets militssystem. Der findes således kun omkring 5 procent professionelle soldater. Alle øvrige i forsvaret er værnepligtige i alderen 20 til 34 år (i særlige tilfælde op til 50 år). Værnepligten omfatter alle mandlige schweiziske borgere, der i en alder af 19 år indkaldes til session. For kvinder er dette frivilligt.
Cirka to tredjedele består sessionen som tjenstduelige. De ikke-duelige skal årligt betale en militærpligterstatningsskat eller de kan indtræde i civilforsvaret. Hvis man af samvittighedsmæssige årsager ikke ønsker at gennemføre militærtjeneste, findes der mulighed for civiltjeneste, der for det meste består af socialt arbejde. Civiltjenesten er dog 1,5 gang militærtjeneste, og er derfor ikke et attraktivt alternativ. Tjenestefritagelse er i princippet muligt i Schweiz, men det kræver store anstrengelser at få det bevilliget. I løbet af et år bliver omkring 20.000 schweizere af begge køn uddannet på rekrutskole med en varighed på 18 til 21 uger.
Ved en folkeafstemning i 2003 blev det besluttet at reducere arméens mandskabsstyrke fra de hidtidige 400.000 til 200.000. Heraf er 120.000 i aktiv tjeneste, mens de 80.000 er i reserven.
Det er ikke tilladt for schweiziske borgere at tjene som lejesoldater i en fremmed stats hær. Undtaget herfra er dog tjeneste i Schweizergarden i Vatikanet.
Schweiz har haft tre generalmobiliseringer til beskyttelse af landets integritet og neutralitet. Den første fandt sted i forbindelse med den fransk-tyske krig i 1870/71. Den anden skete som en reaktion på udbruddet af 1. verdenskrig; for at forhindre Frankrig eller Tyskland at marchere gennem Schweiz blev der indført generalmobilisering den 2. august 1914. Den tredje fandt sted den 1. september 1939 ved udbruddet af 2. verdenskrig.
Under 2. verdenskrig var Schweiz involveret i luftkampe med Tyskland. På landjorden kom det imidlertid aldrig til angreb fra fjendtlige magter. Der opstod episoder med amerikanske bombefly, der tog fejl af Østrig og Schweiz, hvor de amerikanske fly ikke besvarede schweizisk radiokontakt, og Schweiz måtte skyde disse fly ned. Amerikanske fly fejlbombede under krigen Schaffhausen, og et fly styrtede med sin bombelast ned i Basel.

### Sundhedsvæsen
Alle indbyggere i Schweiz er efter loven forpligtet til at forsikre sig mod behandlingsomkostningerne ved sygdom i en sygekasse. Sygekasserne er i Schweiz private selskaber, som efter loven er forpligtet til at optage enhver, der ansøger om forsikring. Forsikringspræmierne er forskellige alt efter sygekasse, og økonomisk ringe stillede borgere kan få forsikringer til en lavere pris gennem statsstøtte. I andre tilfælde er præmiebetalingen alene et anliggende mellem selskabet og den forsikrede.
Finansiering af de statslige sygehuse sker på den ene side gennem indtægter fra behandlingen og på den anden side gennem tilskud fra kantoner eller kommuner. Finansiering af privathospitaler sker alene gennem indtægter fra behandlingen, hvorfor prisen på behandling her er dyrere end på et offentligt hospital. En grundforsikring i en sygekasse kan således ikke dække behandling på et privathospital. Derimod dækkes ambulante behandlinger af grundforsikringen i hele Schweiz og enhver behandlingsudbyder. Som udgangspunkt dækkes tandlægebehandling ikke af sygekasserne. Schweiz har indgået aftale med EU-landene om gensidig overtagelse af behandling i nødstilfælde.
Der i alt (i 2006) 36 almene privathospitaler og 105 offentlige. Hertil kommer 94 private specialklinikker og 98 offentlige (f.eks. psykiatriske klinikker, rehabiliteringscentre osv.). De 141 almene hospitaler beskæftiger 95.730 medarbejdere, mens 32.500 er beskæftiget i private og offentlige klinikker. Omkostningerne til sundhedsvæsenet i Schweiz var i 2005 52,7 mia. CHF svarende til 11,4 % af bruttonationalproduktet. Per indbygger udgør det 7.025 CHF (ca. 33.000 kr.).

### Undervisning
Det schweiziske skolesystem er meget komplekst, hvor ansvaret er delt mellem mellem staten og kantonerne. Kantonerne har en vidtgående autonomi, mens staten garanterer gratis undervisning, fastlæggelse af skoleårets begyndelse i august og kontrol af kvaliteten i undervisningen. I alle andre anliggender har kantonerne kompetencen i de obligatoriske skoler.
I overbygningsskolerne (f.eks. gymnasium) har staten en noget større kompetence, men kantonerne har stadigvæk ansvar for udførelsen af undervisningen.
I de højere læreanstalter er kompetencen også delt mellem stat og kanton. Staten har således ansvaret for faghøjskolerne og de to tekniske højskoler i Zürich og Lausanne, mens ansvaret for universiteterne ligger hos kantonerne.
Med 5 år begynder børnene i Vorschule som svarer til børnehave og er et toårigt forløb.
Med 7 år påbegynder børnene det 5-årige forløb i Primarschule. Når dette forløb er afsluttet fortsætter børnene i 12-årsalderen til Sekundarstuffe, hvor der skal vælges mellem 3 skoleniveauer, alt efter hvilken uddannelse børnene skal have senere i livet. Sekundarstufe består af to trin, hvor den obligatoriske skolegang slutter med første trin. Længden af forløbet er forskelligt mellem kantonerne, men som regel er det samlede forløb med primarschule og første sekundarstufe i alt ni år. Lærebøgerne er også forskellige i kantonerne, men med afslutningen af det obligatoriske skoleforløb skal eleverne have mindst samme niveau.
Omkring 90 % af eleverne fortsætter til andet trin af sekundarstufe. Her får eleverne en grundlæggende erhvervsuddannelse. Herefter kan eleverne fortsætte til en almen uddannelsesskole, som enten er gymnasium eller fagmellemskoler.
Den almene uddannelse giver adgang til det såkaldte Tertiärstufe, der består af handelshøjskoler, universiteter, faghøjskoler og pædagogiske højskoler.

## Økonomi og erhverv

### Landbrug og råstoffer
Omkring 3,7 % af befolkningen arbejder indenfor landbrug. Mange små landbrug, landets ugunstige topografi, høje lønninger og strenge forskrifter for dyrehold og landskabsbeskyttelse indvirker negativt på den internationale konkurrenceformåen. Med den tiltagende åbning af verdensmarkederne gennem WTO står de schweiziske landbrug under pres. Sektoren er imidlertid under forandring, og der opstår flere store landbrug i det fladere Mittelland. Således var der en nedgang i antallet af beskæftigede i landbruget fra 1990 til 2000 på 32.000 personer svarende til næsten 25 %. Antallet af landbrug sank også med cirka 25 %, mens det samlede landbrugsareal stort set ikke ændrede sig.
I de bjergrige egne er dyrehold og mælkeproduktion dominerende. I Mittelland ligger vægten imidlertid på korn-, kartoffel- og roedyrkning. I det østlige Schweiz og Wallis er der en markant frugtdyrkning, mens vin primært dyrkes i det vestlige Schweiz.
Landet har ikke mange naturlige råstoffer, og der udvindes typisk grus, kalk, ler, granit og salt.
Vandkraft er imidlertid en vigtig naturgiven ressource, hvor omkring to tredjedele af landet forsynes fra mere end 500 små og stor vandkraftværker.

### Industri
Den største del af bruttonationalindkomsten kommer fra den sekundære og tertiære sektor. Schweizisk industri er hovedsagelig afhængig af importerede råvarer som forædles og sælges på eksportmarkedet. Det høje uddannelsesniveau i Schweiz giver landet en førende position indenfor højteknologisk produktion, og Schweiz er stærk indenfor bioteknologi og kemisk industri samt præcisionsinstrumenter og fødevareforædling. Schweiz har relativt få store selskaber i international målestok; blandt de største er Nestlé og Novartis.

### Tjenesteydelser
Den tertiære sektor har den største andel af de erhvervsaktive, i alt 72 %. Dominerende indenfor sektoren er handel, sundhed og uddannelse samt bank- og forsikringsvæsen. Bankvæsen står for hele 14 % af BNP og mere end 100.000 er beskæftiget indenfor dette område af økonomien.
Turisme spiller også en vigtig rolle gennem de seneste 150 år, hvor Alperne og landets centrale beliggenhed i Europa trækker folk til.

### BNP, eksport og import
Bruttonationalproduktet i Schweiz var i 2006 omkring 486 mia. CHF., hvilket svarer til cirka 64.400 CHF pr. indbygger (ca. 300.000 kr.).
Schweiz' vigtigste eksportland er Tyskland, der tegner sig for 20,1 % af eksporten. Derefter følger USA med 10,3 %, Italien med 8,9 %, Frankrig med 8,6 %, England med 4,7 % samt Japan med 3,6 %. De vigtigste importlande er Tyskland med 33,3 %, Italien med 11,1 %, Frankrig med 10,3 %, USA med 5,0 % og England med 4,6 %. EU's marked har stor betydning for Schweiz, da mere end 80 % af landets udenrigshandel går hertil.

### Nøgletal
| Ændring i bruttonationalproduktet (BNP) | Ændring i bruttonationalproduktet (BNP) | Ændring i bruttonationalproduktet (BNP) | Ændring i bruttonationalproduktet (BNP) | Ændring i bruttonationalproduktet (BNP) | Ændring i bruttonationalproduktet (BNP) | Ændring i bruttonationalproduktet (BNP) | Ændring i bruttonationalproduktet (BNP) | Ændring i bruttonationalproduktet (BNP) | Ændring i bruttonationalproduktet (BNP) | Ændring i bruttonationalproduktet (BNP) |
| i % siden forrige år                    | i % siden forrige år                    | i % siden forrige år                    | i % siden forrige år                    | i % siden forrige år                    | i % siden forrige år                    | i % siden forrige år                    | i % siden forrige år                    | i % siden forrige år                    | i % siden forrige år                    | i % siden forrige år                    |
| --------------------------------------- | --------------------------------------- | --------------------------------------- | --------------------------------------- | --------------------------------------- | --------------------------------------- | --------------------------------------- | --------------------------------------- | --------------------------------------- | --------------------------------------- | --------------------------------------- |
| År                                      | 1998                                    | 1999                                    | 2000                                    | 2001                                    | 2002                                    | 2003                                    | 2004                                    | 2005                                    | 2006                                    |                                         |
| Ændring i % ift forr. år.               | 2,6                                     | 1,3                                     | 3,6                                     | 1,2                                     | 0,4                                     | - 0,2                                   | 2,5                                     | ~ 2,4                                   | ~ 3,2                                   |                                         |
| Kilde: Statistik Schweiz                | Kilde: Statistik Schweiz                | Kilde: Statistik Schweiz                | Kilde: Statistik Schweiz                | Kilde: Statistik Schweiz                | Kilde: Statistik Schweiz                | Kilde: Statistik Schweiz                | Kilde: Statistik Schweiz                | ~ = anslået                             | ~ = anslået                             |                                         |

| År                       | 2004 | 2005 | 2006 | År                            | 2004 | 2005 | 2006 |
| BNP i mia. CHF           | 451  | 463  | 486  | BNP pr indbygger (i tus. CHF) | 60,5 | 61,8 | 64,4 |
| Kilde: Statistik Schweiz |      |      |      |                               |      |      |      |

| Udvikling i inflation | Udvikling i inflation | Udvikling i inflation | Udvikling i inflation | Udvikling i inflation | Udvikling i statens økonomi                         | Udvikling i statens økonomi                         | Udvikling i statens økonomi                         | Udvikling i statens økonomi                         | Udvikling i statens økonomi                         |
| i % ift forrige år    | i % ift forrige år    | i % ift forrige år    | i % ift forrige år    | i % ift forrige år    | i % af BNP ("minus" = Underskud på statsfinanserne) | i % af BNP ("minus" = Underskud på statsfinanserne) | i % af BNP ("minus" = Underskud på statsfinanserne) | i % af BNP ("minus" = Underskud på statsfinanserne) | i % af BNP ("minus" = Underskud på statsfinanserne) |
| --------------------- | --------------------- | --------------------- | --------------------- | --------------------- | --------------------------------------------------- | --------------------------------------------------- | --------------------------------------------------- | --------------------------------------------------- | --------------------------------------------------- |
| År                    | 2004                  | 2005                  | 2006                  | 2007                  | År                                                  | 2003                                                | 2004                                                | 2005                                                | 2006                                                |
| Inflationsrate        | 0,8                   | 1,2                   | 1,1                   | 0,4                   | Stats- over/underskud                               | - 1,4                                               | - 1,3                                               | 0,1                                                 | - 0,2                                               |
| Kilde: bfai           | Kilde: bfai           | Kilde: bfai           | Kilde: bfai           | Kilde: bfai           | Kilde: bfai                                         | Kilde: bfai                                         | Kilde: bfai                                         | ~ = anslået                                         | ~ = anslået                                         |

| Hovedhandelspartnere (2006) | Hovedhandelspartnere (2006) | Hovedhandelspartnere (2006) | Hovedhandelspartnere (2006) |
| Udførsel (i %) til          | Udførsel (i %) til          | Indførsel (i %) fra         | Indførsel (i %) fra         |
| --------------------------- | --------------------------- | --------------------------- | --------------------------- |
| Tyskland                    | 20,1                        | Tyskland                    | 33,3                        |
| USA                         | 10,3                        | Italien                     | 11,1                        |
| Italien                     | 8,9                         | Frankrig                    | 10,3                        |
| Frankrig                    | 8,6                         | USA                         | 5,0                         |
| England                     | 4,7                         | England                     | 4,6                         |
| Japan                       | 3,6                         | Holland                     | 3,6                         |
| Andre lande                 | 43,8                        | Andre lande                 | 32,1                        |
| alle EU lande tilsammen     | 61,8                        | alle EU lande tilsammen     | 80,4                        |
| Kilde: bfai                 |                             |                             |                             |

## Trafik

### Jernbaner
Schweiz har med omkring 122 m/km² det tætteste jernbanenet i verden (undtagen Vatikanet og Monaco). Dette på trods af, at to tredjedele af landet er dækket af bjerge. Byer, der ikke ligger ved jernbaner, betjenes generelt af private buslinjer eller af Postauto, der er betegnelsen i Schweiz for busser, der køres af Die Schweizerische Post. Det schweiziske jernbanenet er på i alt på 5.068 km, hvoraf 3.686 km er normalsporet. Størstedelen er elektrificeret. Smalsporsbanerne har en samlet længde på 1.382 km. Det samlede rutenet for postbusserne er 10.400 km. Der er 692 jernbanetunneler med en samlet længde på 434 km, og der er 8.079 jernbanebroer med en samlet længde på 135,5 km. Endvidere er der 1.861 stationer.
Med en samlet strækning på 3.011 km ejes størsteparten af hovednettet af Schweizerische Bundesbahnen (SBB). Selskabet, der har omkring 28.000 ansatte, fragtede i 2006 285 mio. passagerer. Næststørste selskab er BLS AG med 2.632 ansatte, der ejer 434 kilometer af skinnenettet (og kører drift på i alt 520 km skinnenet). Herudover findes der i Schweiz omkring 50 private jernbaneselskaber, der som oftest bliver støttet af de enkelte kantoner.
To store jernbane-infrastrukturplaner præger fremtidens togdrift i Schweiz. Bahn 2000 er en ambitiøs plan, der gennem om- og udbygninger af strækninger skal øge transporthastigheden og skaffe flere direkte forbindelser samt fornyelse af vognmateriel. Særligt knudepunktet omkring Zürich ombygges for at forøge kapaciteten, ligesom der bl.a. bygges en ny forbindelse mellem Mattstetten og Rothrist, hvorved der etableres højhastighedsstrækning mellem Bern og Zürich. Planens motto er: "Hurtigere, hyppigere og mere bekvemt". Planen blev iværksat i 1997, og en lang række af de nye strækninger er nu åbnet. Med udgangen af 2007 havde alle nye strækninger ETCS, der er et automatisk togsikkerhedssystem til højhastighedstrækninger i Europa. I 2006 fremlagde SBB ideerne for 2. etape af planen. Denne indeholder fortrinsvis mindre udbygninger, der dog har stor værdi for transporttiden. Etapen forventes finansieret fra 2012 og løber til 2030.
Det andet store jernbaneprojekt er NEAT (Neue Eisenbahn-Alpentransversale), der med nybygning af flere tunneler, der skal forbedre de nordsydgående jernbaneforbindelser gennem Alperne. Udbygningen vedrører to hovedforbindelser via Gotthard og Lötschberg. Lötschberg-tunnelen blev åbnet for passager- og godstrafik den 9. december 2007. Gotthard-Basistunnelen forventes åbnet i 2016 og vil med sine 57 km blive verdens længste tunnel. Køretiden mellem Zürich og Milano vil afkortes med 1 time.
Udover den normale jernbanedrift har Schweiz et stort antal bjerg- og tandhjulsbaner, kabeltrukne baner samt svævebaner.

### Vejtrafik
På trods af de mange investeringer i den kollektive trafik har Schweiz også et meget tæt motorvejssystem. Størstedelen af befolkningen har mindre end 10 km til nærmeste motorvej. Udover motortrafikvej og hovedveje findes der også mange mindre veje over bjergpassene.
Vejnettet er opdelt i nationale veje (typisk motorveje og regionale hovedveje), kantonveje (typisk hovedveje eller andre større forbindelser indenfor kantonen) og kommuneveje. Der er 1.756 km nationale veje (heraf 1.358 km motorvej), 18.117 km kantonveje og 51.446 km kommuneveje.
Benyttelse af motor og motortrafikveje kræver køb af et mærkat, der koster 40 CHF om året. Endvidere er benyttelse af Sankt-Bernhard-Tunnelen afgiftsbelagt. Turistsejlads gennemføres på floderne og de store søer.
For lastvognstrafik gælder siden 1. januar 2001 en særlig afgift, der betales efter antal kørte kilometer i Schweiz, vægt samt lastvognens emission. Schweiz arbejder samtidig for, at der skal indføres en særlig kørselsgrænsetold for lastvogne, der kører i transit over Alperne. På grund af en traktatmæssig binding i forhold til EU, kan Schweiz ikke suverænt indføre en sådan afgift. Schweiz arbejder derfor for at indføre afgiften i hele alperegionen.
Der var i 2006 indregistreret 3,9 mio. personvogne i Schweiz, hvilket svarer til 516 pr. 1.000 indbyggere (til sammenligning er der 354 pr. 1.000 indbyggere i Danmark). I 2006 var der 370 trafikdræbte i Schweiz, hvilket svarer til 5 trafikdræbte pr. 100.000 indbyggere (7 i Danmark).

### Skibstrafik
Den eneste havn med tilslutning til havet findes i Basel ved Rhinen. Seks rederier sejler med over 30 skibe under schweizisk flag med en lastekapacitet på omkring 1 mio. ton, hvilket er under 1 promille af verdens tonnage.

### Flytrafik
Der er over 65 lufthavne og flyvepladser i Schweiz. De største lufthavne findes ved Zürich (Zürich Lufthavn, 17,9 mio. passagerer i 2005) og Genéve Genève Internationale Lufthavn (9,4 mio. passagerer i 2005). Schweiz' tredjestørste lufthavn (EuroAirport Basel–Mulhouse–Freiburg, 3,3 mio. passagerer i 2005) ligger på fransk territorium. Mellemstore lufthavne findes i Sion, Bern-Belp og Lugano-Agno.
Indtil betalingsstandsningen i oktober 2001 var Swissair det nationale flyselskab. Med en kapitalindsprøjtning fra den schweiziske stat etableredes et ny flyselskab på basis af det regionale flyselskab Crossair under navnet Swiss International Air Lines, i daglig tale Swiss Airlines. Siden juli 2007 har det været et datterselskab under Lufthansa.

### Cykelruter
På trods af den bjergrige geografi i Schweiz har landet i alt 9 nationale cykelruter med en samlet længde på knap 3.200 km. Hertil skal lægges mere end 3.800 km regionale cykel- og vandrerruter. Jernbaner, busser og skibstrafik supplerer med transport langs eller mellem cykelruterne. Stigningerne på nogle af ruterne kan dermed tilbagelægges med tog.
Der findes endvidere en national mountainbike-rute, der går tværs gennem Schweiz fra Engadin til Rhône – en rute på 666 kilometer. Herudover findes en lang række regionale og lokale mountainbike-ruter.

## Kultur
Kulturen i Schweiz er påvirket af landets nabolande, men gennem tiderne har Schweiz udviklet en egen kultur. På grund af landets opdeling i flere sprogområder og dermed også flere kulturregioner, er det svært at tale om én særlig schweizisk kultur. De tre store sprogområder påvirkes af deres respektive nabolande, mens den rætoromanske kultur ikke har en sådan kulturel "storebror".

### Skikke
Lokale og regionale foreninger holder landets skikke i hævd, og det er først og fremmest musik, dans, teater, poesi, træskæreri og broderi. Ved siden af musik og dans har Schweiz en lang tradition indenfor tekstiler. Broderi anvendes således til de traditionelle folkedragter (Trachten).

### National- og helligdage
Fra statslig side er kun den 1. august fastlagt som national festdag for hele landet. Reguleringen af alle andre festdage er alene et anliggende for kantonerne, der kan fastlægge op til 8 andre lovmæssige festdage. På grund af dette er der udover nationaldagen kun 3 andre dage, som er anerkendt i hele Schweiz: Nytår, Kristi himmelfartsdag og 1. juledag. I store dele af landet er langfredag, påskedag, pinsedag og 2. juledag fridage. De fleste festedage er helligdage, og derfor fejres f.eks. Corpus Christi (60. dag efter påske), Maria Himmelfart, Allehelgensdag og Maria undfangelse kun i de katolske kantoner. Der findes endvidere en række lokale festdage.

### Mad og drikke
Det schweiziske køkken har været under indflydelse af det tyske, franske og norditalienske køkken. Regionalt er der dog store forskelle, hvor de sproglige områder typisk er rettesnor for grænserne. Flere retter har dog opnået en "national" status og er kendt i hele Schweiz.
Typiske schweizer-retter er ostefondue, Raclette, Älplermagronen og Rösti. Den verdensberømte müsli blev udviklet af den schweiziske læge Maximilian Bircher-Benner omkring 1900. Den kendte chokolade med honning, mandel og nougat, der er formet som en bjergtinde (Toblerone), har været produceret i Bern i mere end 100 år og eksporteres til mere end 120 lande i verden.
Kendte produkter er den schweiziske ost og chokolade. Blandt de lokale specialiteter er Basler Läckerli (honningkage), Vermicelles (pureret kastanje), Appenzeller Biber (honningkage), Meringue (marengs), Aargauer Rüeblitorte (gulerods-nøddekage) og Zuger Kirschtorte (kage smagt til med kirsebærsnaps) populære.
Blandt drikkevarer er sodavanden Rivella populær, samt chokoladedrikken Ovomaltine, der er et kakaopulver, der kan blandes op med mælk. I udlandet er det kendt som Ovaltine.

### Arkitektur
Da det neutrale Schweiz har været forskånet for krigshandlinger i nyere tid, findes der i hele landet en stor original bygningsmasse.
Den romanske stil fra det 12. århundrede er repræsenteret i katedralerne i Basel, Sion, Chur, Genève og Lausanne. Denne opulente stil findes også i mange slotte og borge, som ofte er i en god stand. Katedralerne i Schaffhausen, Zug og Zürich er i gotisk stil, mens de i Einsiedeln, St. Gallen og Solothum er holdt i barok.
Under renæssancen var der mange arkitekter først og fremmest fra kantonen Ticino, som stod for byggeri i Italien og Polen.
I Schweiz værdsætter man enestående arkitektur, og landet har fostret kendte arkitekter som Mario Botta og Le Corbusier, som også har præget moderne arkitektur. Arkitekterne Jacques Herzog og Pierre de Meuron fra Basel er inden for de senere år blevet kendte navne med bygningsværker som Tate Modern i London og Allianz Arena i München.

### Billedkunst
I det 16. århundrede har protestantismen haft stærk indflydelse på billedkunsten i Schweiz. Siden har flere schweiziske kunstnere sat sig igennem internationalt, f.eks. Alberto Giacometti, Jean Tinguely (kendt for sine bevægelige figurer af metalskrot) og Paul Klee, der ofte hyldes som Schweiz' kendteste maler.

### Teater
Skuespilhuset i Zürich (Schauspielhaus Zürich) regnes som et af de betydeligste tysksprogede teatre. Flere af Bertolt Brechts teaterstykker er blevet uropført her, og også de fleste stykker af Max Frisch og Friedrich Dürrenmatt blev spillet for første gang her.
Det i 1891 åbnede operahus i i Zürich (Opernhaus Zürich) har også haft mange uropførelser. Store operastjerner gæster regelmæssigt operahuset. Oprindelig opførte man her også skuespil og musikteater, men efter åbningen af skuespilhuset begrænsede operahuset til at opføre opera, operette og ballet.
Andre teatre af betydning er Theater Basel, Stadtteater Bern samt Cabaret Voltaire i Zürich, der er dadaismens arnested.

### Musik
Blandt de traditionelle musikformer er jodling den mest kendte. Det er en sangform, der sandsynligvis er opstået som en kommunikationsform mellem bjergtoppene, og som senere er blevet en del af den schweiziske kulturarv. Jodling kan groft sagt inddeles i to former: Juchzin som er korte råb med meningsindhold, mens Naturjodel er afsyngning af en melodi uden tekst.
Alpehornet er et klassisk schweiziske instrument, som er et flere meter langt blæseinstrument, der traditionelt laves af ét langt træstykke. Alpehornet har inspireret flere klassiske musikværker, blandt andet Rossinis opera Wilhelm Tell og Brahms' første symfoni.
Særligt i det 20. århundrede har Schweiz frembragt et antal kendte komponister. Arthur Honegger, Othmar Schoeck og Frank Martin er alle nået ud internationalt. I Luzern gennemføres hvert år en international musikfestival (Lucerne Festival), og lignende begivenheder gennemføres også i en række andre byer, hvor særligt Montreux Jazz Festival er kendt.
Herudover har der siden 1950'erne været en levende pop- og rockscene i Schweiz. Fra slutningen af 1970'erne slog pop- og rockmusik med dialekttekster igennem. Succesrige pop-og rockmusikere er DJ Bobo, Polo Hofer, Patrick Nuo, Stephan Eicher, Yello, Gotthard, Sina og Andreas Vollenweider. Flere af disse har også fået succes uden for Schweiz' grænser. Krokus er det eneste band, der indtil nu med succes har været på turné i en årrække i USA.
Schweiz har vundet Eurovision Song Contest to gange: I 1956 med Lys Assia og i 1988 med Cèline Dion som vinder. Herudover er der en bred palet af folkemusik i alle sprogområder. Street Parade i Zürich er verdens største teknobegivenhed med omkring 1 mio. besøgende. Den finder sted hvert år i september.

### Museer
I Zürich ligger Schweizerische Landesmuseum, som har den største kulturhistoriske samling i Schweiz, der dækker helt fra landet urhistorie til det 21. århundrede. Det næststørste museum i Schweiz er Historische Museum Bern med 250.000 genstande af forskellig herkomst.
Samlingerne i Kunstmuseum Basel blev i 1661 købt af byen Basel af en privat samler, og er det ældste offentlige museum i Europa. Ved købet omfattede samlingen flere verdensberømte malerier, samt efterladenskaber fra Erasmus af Rotterdam. Kunsthaus Zürich har den mest betydende samling af værker af Alberto Giacometti samt den største Edvard Munch-samling uden for Norge. Kunstmuseum Bern er Schweiz' ældste kunstmuseum med en permanent samling og har værker fra otte århundreder.
Et andet betydende museum er Anatomische Mueum Basel, som fremviser originalpræparerede og voksmodeller af menneskelige kropsdele og organer. Her findes bl.a. det ældste anatomiske præparat i verden: et skelet præpareret i 1543.
Det mest besøgte museum er Verkehrshaus i Luzern, som har en stor samling af lokomotiver, biler, skibe og fly.
Technorama i Winterthur er landets science center, hvor man kan udføre eksperimenter indenfor teknik og naturvidenskab.
I det vestlige Schweiz ligger flere museer, der har internationale organisationer som tema. Det internationale Røde Kors og Røde Halvmåne-museum i Genève dokumenterer disse organisationers historie, og det Olympiske museum i Lausanne viser den nutidige olympiske bevægelse siden 1896.

## Videnskab
Det første universitet i Schweiz blev grundlagt i Basel i 1460. Den schweiziske læge og alkymist Paracelsus har haft betydning for landet lange tradition for kemisk og medicinsk forskning. Andre forskningsområder med betydning for fremtiden ligger særligt indenfor nanoteknologi, informatik, rumforskning og klimaforskning.
Flere nobelprismodtagere har haft deres forskningsmæssige rødder i Schweiz, f.eks. Albert Einstein.
Af statslige forskningsinstitutioner er der de to tekniske højskoler i hhv. Zürich og Lausanne, samt landets ti universiteter. Det europæiske center for forskning i partikelfysik (CERN) er endvidere beliggende på den fransk-schweiziske grænse nord for Genève.

## Sport
Schweizisk sport er samlet i paraplyorganisationen Swiss Olympic' (der også organiserer andet end olympiske sportsgrene), som består af 82 underforbund, der igen består 22.600 foreninger med omkring 2,8 mio. medlemmer
Skisport (særlig alpine discipliner) er populært i Schweiz, hvor landets alpine sportsudøvere har stor international succes. Vreni Schneider ligger i toppen med 55 worldcupsejre og 5 OL- og VM-guldmedaljer i perioden 1989-1995. Andre kendte alpine udøvere er den tidligere storslalommester Michael von Grünigen samt Bruno Kernen og Paul Accola.
Blandt sommersportsgrene er fodbold den mest populære, og i de senere år har herrelandsholdet opnået gode internationale resultater. Efter at have slået Tyrkiet i kvalificeringskampen gik Schweiz videre til VM i fodbold 2006, hvor de røg ud i ottendedelsfinalen efter en dramatisk straffesparkskamp mod Ukraine. Som værtsnation til Europamesterskabet i fodbold 2008 (sammen med Østrig) var Schweiz automatisk kvalificeret.
For mange er den mest kendte sportsudøver verdensstjernen i tennis Roger Federer, der har en række tennisrekorder, og han har fået en del opmærksomhed for sit arbejde i UNICEF og for vanskeligt stillede børn.
Hovedkvarteret for Den Internationale Olympiske Komité ligger i Lausanne, og her ligger også et OL-museum og hovedkvartererne for flere internationale sportsforbund. Schweiz har været vært for vinter-OL 2 gange, hhv. i 1928 og 1948 hvor legene foregik i St. Moritz.

## Fodnoter
1. ↑  de jure "føderal by"; de facto hovedstad. På grund af historiske føderalistiske følelser, har den schweiziske lovgivning ikke udpeget en formel hovedstad, og nogle føderale institutioner, så som domstole, er placeret i andre byer.
2. ↑  Federal Constitution Arkiveret 1. november 2009 hos  Wayback Machine, artikel 4, "Nationale sprog" : De Nationale sprog er tysk, fransk, italiensk og rætoromansk; Føderal Forfatning Arkiveret 19. september 2008 hos  Wayback Machine, artikel 70, "Sprog", paragraf 1: De officielle sprog i Forbundet er tysk, fransk og italiensk. Rætoromansk skal være et officielt sprog til at kommunikere med personer der taler af rætoromansk.
3. ↑  Traditionelt. Bundesbrief nævner kun "tidligt i august".
4. ↑  En erklæring fra Tagsatzung Arkiveret 14. juli 2016 hos  Wayback Machine erklærede den føderale forfatning, vedtaget den 12. september 1848. En løsning på Tagsatzung Arkiveret 14. juli 2016 hos  Wayback Machine den 14. september 1848 præciseres, at institutionernes beføjelser er fastsat i 1815 Federal traktaten ville udløbe på tidspunktet for oprettelse af det Føderale Råd, som fandt sted den 16. november 1848.
5. ↑  "Zahlen und Fakten über die Schweiz". ferien-in-der-schweiz.ch. 2012. Arkiveret fra originalen 30. april 2011. Hentet 13. maj 2011.
6. 1 2 3 4  "Switzerland". International Monetary Fund. Hentet 1. oktober 2009.
7. ↑  "Human Development Report 2009" (PDF). FN. Hentet 5. oktober 2009.
8. ↑  "Svejts" er med Retskrivningsordbogens 2012-udgave ikke længere korrekt
9. ↑  Adrian Room: Placenames of the World, London, MacFarland and Co., 2003, s. 364.
10. ↑  Bilanz der ständigen Wohnbevölkerung, Statistik Schweiz online
11. 1 2  Statistik des jährlichen Bevölkerungsstandes(ESPOP) und der natürlichen Bevölkerungsbewegung (BEVNAT) 2007, Provisorische Ergebnisse, BFS Aktuel Online
12. ↑  Demografisches Porträt der Schweiz
Ausgabe 2007, s. 8, Statisk Schweiz Online
13. ↑  Demografisches Porträt der Schweiz
Ausgabe 2007, s. 38, Statisk Schweiz Online
14. ↑  Demografisches Porträt der Schweiz
Ausgabe 2007, s. 56, Statisk Schweiz Online
15. 1 2  Wohnbevölkerung nach Hauptsprache, Statistik Schweiz
16. ↑  "Religions" (Statistics) (engelsk). Swiss Federal Statistical Office. 1970-2021. Hentet 27. december 2023.
17. ↑  "swissworld.org". Arkiveret fra originalen 8. februar 2008. Hentet 24. marts 2008.
18. ↑  Legislative: Parlament swissworld.org Arkiveret 17. maj 2008 hos  Wayback Machine
19. ↑  Exekutive: der Bundesrat swissworld.org Arkiveret 10. april 2008 hos  Wayback Machine
20. ↑  parties-and-elections.de
21. ↑  Parteipolitische Zusammensetzung des Nationalrates nach den Wahlen
22. ↑  For aktuelle afstemninger på forbundsniveau se: Das Schweizer Portal Arkiveret 20. november 2008 hos  Wayback Machine
23. ↑  Volksrechte, swissworld.org Arkiveret 11. maj 2008 hos  Wayback Machine
24. ↑  For aktuelle afstemninger i kantonerne se: Das Schweizer Portal
25. ↑  Krankenhausstatistik 2006, Statistik Schweiz Online
26. ↑  Kosten und Finanzierung des Gesundheitswesens 2005, Statistisk Schweiz Online
27. ↑  Bundesamt für Statistik
28. ↑  "Agrarberichte des Bundesamts für Landwirtschaft". Arkiveret fra originalen 29. april 2006. Hentet 12. april 2008.
29. ↑  Statistik Schweiz, Bruttoinlandprodukt pro Einwohner
30. 1 2   Statistik Schweiz, Bruttoinlandprodukt
31. ↑  Statistik Schweiz
32. 1 2  Bundesagentur für Außenwirtschaft, Wirtschaftsdaten kompakt, 2007 (Webside ikke længere tilgængelig)
33. ↑  Die Schweiz in Zahlen, Bundesamt für Verkehr
34. ↑  Eisenbahnen: Technische angaben Bundesamt für Statistik BFS, 2005 Online
35. ↑  Kennzahlen, SBB, 2006 online Arkiveret 22. januar 2008 hos  Wayback Machine
36. ↑  BLS AG, Facts online Arkiveret 29. april 2008 hos  Wayback Machine
37. ↑  "Bahn 2000, SBB". Arkiveret fra originalen 2. juni 2008. Hentet 23. marts 2008.
38. ↑  "NEAT, SBB". Arkiveret fra originalen 14. juni 2008. Hentet 23. marts 2008.
39. ↑  Die Schweiz in Zahlen, Bundesamt für Verkehr samt Mobilität und Verkehr, Taschenstatistik 2007, Bundesamt für Statistik BFS
40. ↑  Mobilität und Verkehr: Wichtigste Kennzahlen, Bundesamt für Statistik BFS
41. ↑  Hochseeschiffe, Eidgenössisches Departement für auswärtige Angelegenheiten
42. ↑  "Swiss Olympic". Arkiveret fra originalen 22. december 2007. Hentet 18. april 2008.